# تور يوجين كفالهايم
تور يوجين كفالهايم هو نقابي وسياسي نرويجي، ولد في 4 مارس 1959.